# Edema corneale
L'edema corneale è una patologia oculare: è una malattia caratterizzata dall'aumento di contenuto prevalentemente acquoso all'interno della cornea, in particolare tra le cellule (cheratociti) del suo strato centrale (stroma).
Poiché la cornea è la prima lente naturale attraverso cui passa la luce proveniente dall'esterno dell'occhio, una diminuzione della sua trasparenza provoca un'alterazione della visione che va dall'appannamento fino alla perdita dell'acuità visiva (la sensazione è quella di vedere attraverso un vetro smerigliato); la sua gravità dipende dalla gravità dell'edema, cioè da quanto liquido in eccesso è presente nella cornea.

## Terapia
In primo luogo, bisogna eliminare la causa primaria se l'edema è l'effetto di un'altra malattia (ad esempio l'ipertensione oculare). Spesso si ricorre a colliri che riducono la quantità di liquido in eccesso; nei casi più gravi può essere necessario ricorrere al trapianto di cornea.